# Rediu (gmina w okręgu Neamț)
Rediu – gmina w Rumunii, w okręgu Neamț. Obejmuje miejscowości Bețești, Poloboc, Rediu i Socea. W 2011 roku liczyła 4247 mieszkańców.